# Ferrari 166 Inter
Ferrari 166 Inter – pierwszy model Ferrari przeznaczony dla klientów indywidualnych. W latach 1948–1951 wyprodukowano 37 egzemplarzy. Technicznie auto bazowało na swoich sportowych poprzednikach Ferrari 125 S oraz Ferrari 166 S. Pod maską umieszczono  silnik o mocy 110 KM, dla porównania pierwszy model Porsche 356 dysponował mocą 40 KM w roku 1950 i pozwalało to zakwalifikować ów model do grona samochodów sportowych.

## Dane techniczne
Ogólne
- Lata produkcji: 1948-1951
- Cena w chwili rozpoczęcia produkcji (1948):
- Liczba wyprodukowanych egzemplarzy: 37
- Projekt nadwozia: Carrozzeria Touring
- Zbiornik paliwa: 80 l
- Masa własna: 800 kg
- Ogumienie: 5.50 R 15

Osiągi
- Prędkość maksymalna: 170 km/h
- Moc maksymalna: 110 KM
- 0-100 km/h: 11,3 s
- Czas przejazdu 1/4 mili: 18,3 s

Napęd
- Typ silnika: V12
- Pojemność: 1995 cm³
- Napęd: tylna oś

## Wartość obecna
Cena rynkowa za model w I stanie zachowania  (stan idealny, 100% oryginalnych części) 290 000 € (w roku 2005). Kilka lat temu pojawił się na aukcji model 166 Scaglietti Spyder o numerze seryjnym 014I, cena wywoławcza 890 000 $ nie została osiągnięta, auto nie zostało sprzedane.